# Монсон-де-Кампос
Монсон-де-Кампос (ісп. Monzón de Campos) — муніципалітет в Іспанії, у складі автономної спільноти Кастилія-і-Леон, у провінції Паленсія. Населення — 672 особи (2010).
Муніципалітет розташований на відстані близько 200 км на північ від Мадрида, 12 км на північний схід від Паленсії.
На території муніципалітету розташовані такі населені пункти: (дані про населення за 2010 рік)
- Монсон-де-Кампос: 640 осіб
- Вільяхімена: 32 особи

## Демографія
Динаміка населення (INE ):

## Галерея зображень

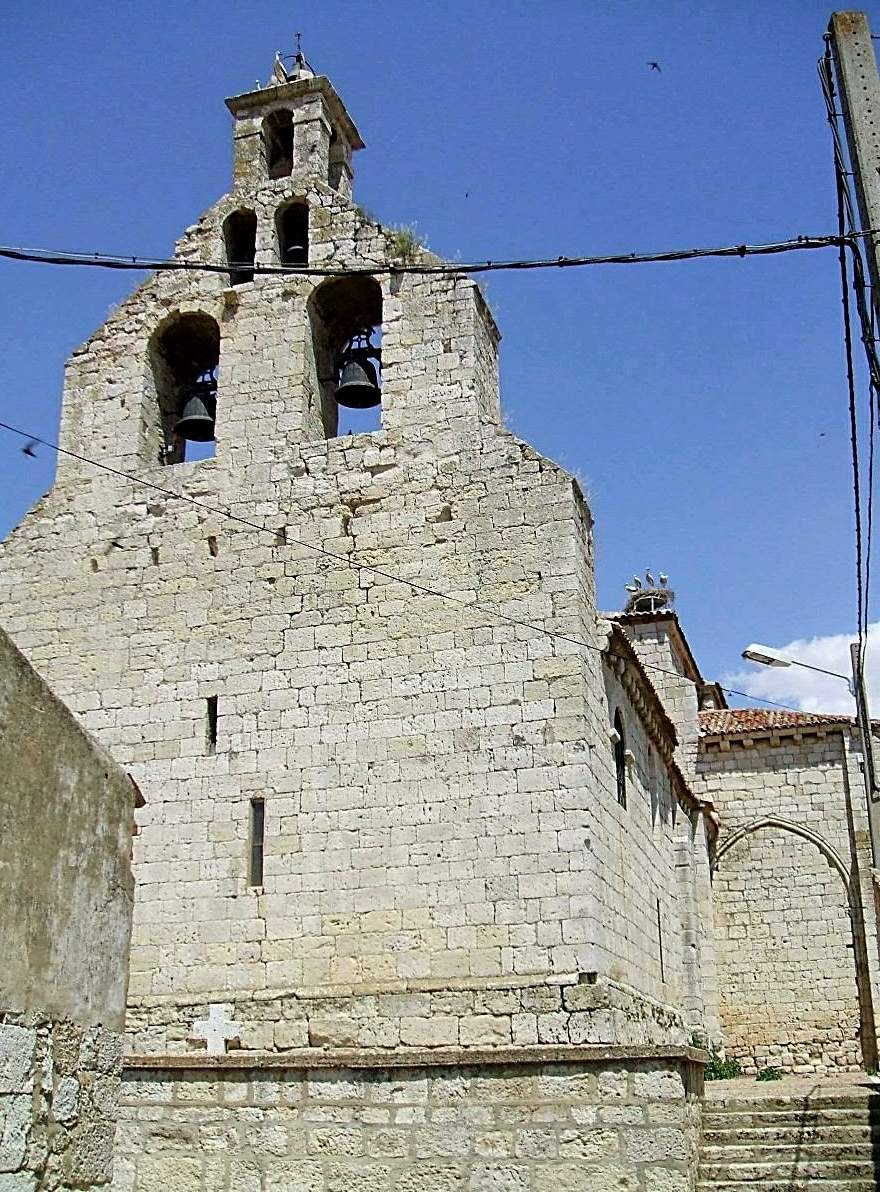
Парафіяльна церква Ель-Сальвадор

## Примітки

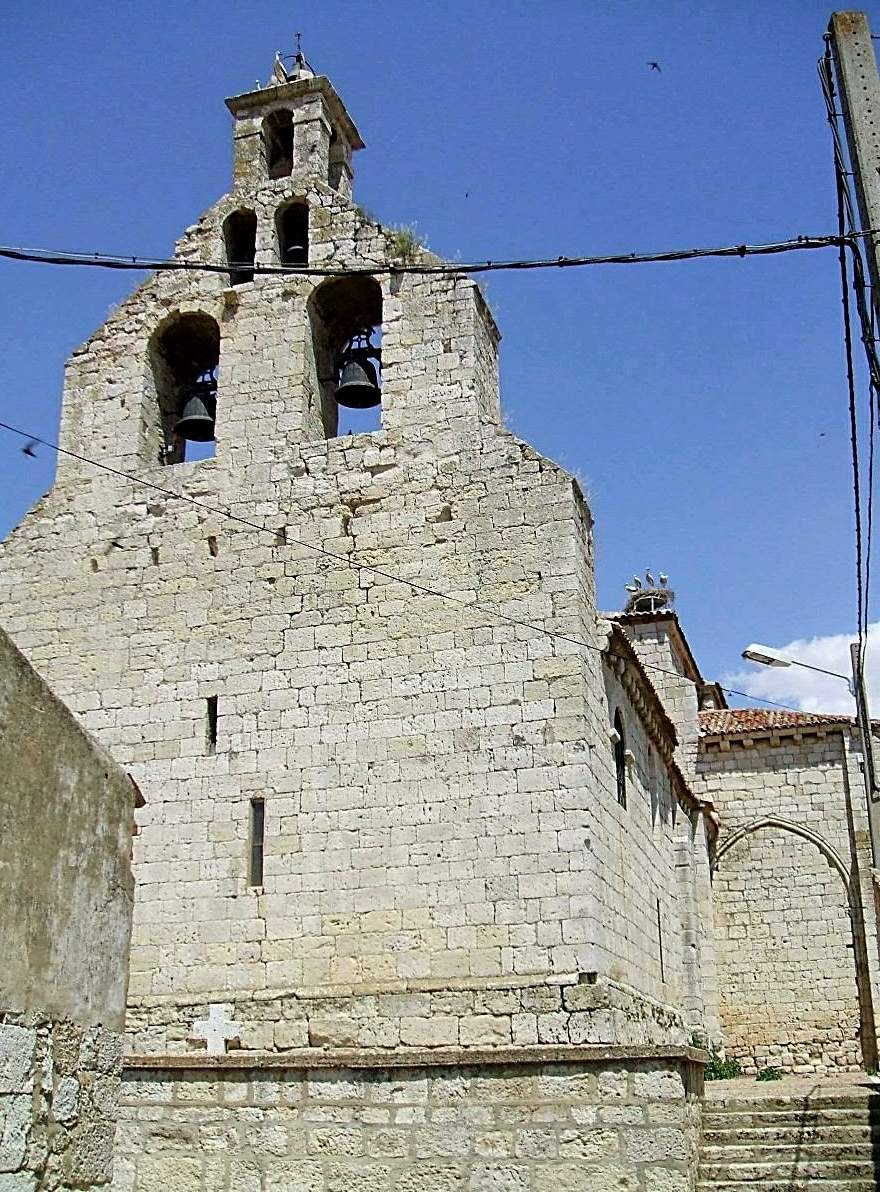
Iglesia parroquial de El Salvador